# Підмаренник кільчастий
Підмаренник кільчастий (Galium verticillatum) — вид рослин родини маренові (Rubiaceae), поширений у пд. Європі, пн.-зх. Африці й Західній Азії.

## Опис
Однорічна рослина 5–25 см заввишки. Квіти поодинокі, жовтуваті, майже сидячі в пазухах листків. Плодоніжки не перевищують довжини плодів, вгору стирчать. Дрібні рослини з шорсткими по ребрах і опушеними по гранях стеблами і шорсткими від густих щетинок, при плодах вниз відігнутими листками.

## Поширення
Європа: Україна [вкл. Крим], Румунія, Болгарія, Греція, Сербія [вкл. Косово], Албанія, Хорватія, Франція, Італія, Мальта, Іспанія; Північна Африка: Алжир, Марокко, Туніс; Західна Азія: Вірменія, Грузія, Ізраїль.
В Україні зростає в кам'янистих степах, на схилах гір, і передгір'ях — на півдні Приазов'я, в Присивашші й Криму. Входить у списки регіонально рідкісних рослин Донецької й Запорізької областей.